# DC Comics
DC Comics je jedna je od najvećih i najvažnjih strip izdavačkih kuća u SAD-u i svijetu. Njihove najpoznatije kreacije su Superman, Batman, Aquaman, Wonder Woman, Green Arrow i Flash. Većina njihovog materijala odvija se u izmišljenom DC Universeu, koji također sadrži timove kao što su Liga pravde, Teen Titans, Justice Society of America i Doom Patrol, te poznati negativci poput Jokera, Lex Luthora, Catwoman, Darkseida, Sinestroa, Brainiaca, Black Adama, Ra's al Ghula i Deathstrokea. Tvrtka je također objavila materijale koji nisu vezani za DC Univerzum, uključujući Watchmen, O za osvetu i mnoge naslove pod njihovim alternativnim otiskom Vertigo.
Inicijali "DC" potjecali su iz popularne serije tvrtke Detective Comics, koja je sadržavala Batmanov debi i kasnije postala dio imena tvrtke. Izvorno u Manhattanu na 432 Četvrta Avenija, uredi DC Comicsa nalazili su se na 480 i kasnije 575 Lexington Avenija; 909 Treća avenija; 75 Rockefeller Plaza; 666 Peta avenija; i 1325 Avenue of Americas. DC je imao sjedište na 1700 Broadwayu, Midtown Manhattanu, New York, ali je u listopadu 2013. najavljeno da će DC Entertainment preseliti svoje sjedište iz New Yorka u Burbank, Kalifornija u travnju 2015. godine.

## Povijest

### Porijeklo
Poduzetnički majstor Malcolm Wheeler-Nicholson osnovao je Nacionalne savezničke publikacije u jesen 1934. godine. Prosinca 1935., pojavio se u veličini bliskoj onoj koja bi postala standardom stripova tijekom razdoblja kada su navijači i povjesničari zlatno doba stripova nazvali s nešto većim dimenzijama od današnjih. Taj je naslov evoluirao u Adventure Comics, koji se nastavio kroz izdanje # 503 1983. godine i postao jedan od najdugovječnijih serija stripova. Godine 2009. DC je oživio Adventure Comics s izvornim brojevima. Godine 1935. Jerry Siegel i Joe Shuster, budući tvorci Supermana, stvorili su Doktor Okultula, koji je najstariji lik DC Comicsa koji je još uvijek u DC Univerzumu.
Wheeler-Nicholsonova treća i posljednja titula, Detective comics, reklamirana s naslovnom ilustracijom iz prosinca 1936., naposljetku je premijerno prikazana tri mjeseca zakašnjenja s datumom pokrića u ožujku 1937. godine. Tematske antologijske serije postale bi senzacija uvođenjem Batmana u broju 27 (svibanj 1939). Do tada, međutim, Wheeler-Nicholson je otišao. Godine 1937., u dugu prema vlasnicima tiskarskih postrojenja i distributeru časopisa Harryju Donenfeldu - koji je također objavljivao časopise o pulpi i djelovao kao direktor u časopisu za distribuciju časopisa Independent News - Wheeler-Nicholson morao je uzeti Donenfelda kao partnera kako bi objavio Detektivske stripove # 1. Detective Comics, Inc. je osnovan s Wheeler-Nicholsonom i Jackom S. Liebowitzom, Donenfeldovim računovođom, navedenim kao vlasnici. Major Wheeler-Nicholson ostao je godinu dana, ali problemi s novčanim priljevom nastavili su se, i on je bio prisiljen otići. Ubrzo nakon toga, Detective Comics, Inc. kupio je posmrtne ostatke National Allieda, također poznatog kao Nicholson Publishing, na aukciji stečaja.
Detektiv Comics, Inc. uskoro je pokrenuo četvrti naslov, Action Comics, čija je premijera predstavila Supermana. Action Comics # 1 (lipanj 1938.), prvi strip koji sadrži novi arhetip karaktera - uskoro poznat kao "superheroji" - dokazao je prodajni udar. Tvrtka je brzo uvela druge popularne likove kao što su Sandman i Batman.
Dana 22. veljače 2010., kopija Action Comics # 1 (lipanj 1938.) prodana je na dražbi od nepoznatog prodavatelja anonimnom kupcu za 1 milijun dolara, što je bolje od rekorda od 317.000 dolara za strip koji je postavila druga kopija, u manjem stanju, prethodne godine.

### Zlatno doba
Nacionalne savezničke publikacije uskoro su se spojile s Detective Comics, Inc., formirajući National Comics Publications 30. rujna 1946. godine. Nacionalne Stripove publikacije apsorbirale su zajednički interes, Max Gaines i Liebowitz All-American Publications. Iste godine Gaines je dopustio Liebowitzu da ga otkupi i čuva samo Picture Stories iz Biblije kao temelj svoje vlastite nove tvrtke, EC Comics. U tom trenutku, "Liebowitz je odmah orkestrirao spajanje All-American i Detektivskog stripova u nacionalne stripove ... Zatim je preuzeo odgovornost za organiziranje National Comicsa, [samoprodavnih] nezavisnih vijesti i njihovih povezanih poduzeća u jednu korporativnu jedinicu., Nacionalne periodične publikacije ".
Kada je popularnost superheroja izblijedila kasnih 1940-ih, tvrtka se usredotočila na žanrove poput znanstvene fantastike, vesterna, humora i romantike. DC je također objavljivao naslove zločina i užasa, ali relativno pitomih, te je tako izbjegao reakciju sredinom 1950-ih protiv takvih stripova. Nekoliko najpopularnijih naslova superheroja, uključujući Action Comics i Detective Comics, dva najdulja naslova u medijima, nastavak objavljivanja.

### Srebrno doba
Sredinom 1950-ih redateljski urednik Irwin Donenfeld i izdavač Liebowitz režirali su urednika Juliusa Schwartza (čiji korijeni leže na tržištu znanstveno-fantastičnih knjiga) kako bi proizveli jednopredmetnu Flash-priču u naslovnoj izložbi. Umjesto oživljavanja starog lika, Schwartz je pisao Roberta Kanighera i Johna Broomea, pisca Carmine Infantino i inker Joea Kuberta, koji su stvorili potpuno novi super-speedster, ažurirajući i modernizirajući Flashov civilni identitet, kostim i porijeklo sa znanstveno-fantastičnom sklonošću, Flashova reimaginacija u Showcase # 4 (listopad 1956.) pokazala se dovoljno popularnom da je ubrzo dovela do slične rekonstrukcije karaktera Green Lanterna, uvođenja modernog tima All League of America i još mnogo više superjunaka, opisujući ono što povjesničari i obožavatelji nazivaju srebrno doba stripova.
Nacionalni nisu ponovili svoje kontinuirane likove (prvenstveno Superman, Batman i Wonder Woman), ali ih je radikalno popravio. Supermanova obitelj naslova, pod urednikom Mort Weisinger, uvela je takve trajne likove kao Supergirl, Bizarro i Brainiac. Batmanovi naslovi, pod urednikom Jackom Schifom, predstavili su uspješnu Batwoman, Bat-Girl, Ace the Bat-Hound i Bat-Mite u pokušaju modernizacije stripa s elementima koji nisu znanstveno-fantastični. Schwartz je, zajedno s umjetnikom Infantinom, revitalizirao Batmana u onome što je tvrtka promovirala kao "New Look", ponovno naglašavajući Batmana kao detektiva. U međuvremenu, urednik Kanigher uspješno je uveo cijelu obitelj likova Wonder Woman koji su doživjeli fantastične avanture u mitološkom kontekstu.
Od 1940-ih, kada su Superman, Batman i mnogi drugi heroji tvrtke počeli da se pojavljuju u pričama, DC-ovi likovi su živjeli u zajedničkom kontinuitetu koji su, desetljećima kasnije, fanovi nazvali "DC Universe". S pričom "Bljesak dvaju svjetova", u Flashu # 123 (rujan 1961.), urednik Schwartz (s piscem Gardnerom Foxom i umjetnicima Infantinom i Joe Giellom) uveo je koncept koji je omogućio da se zlatno doba heroja iz 1930-ih i 1940-ih uvrsti u taj kontinuitet putem objašnjenje da su živjeli na drugom-dimenzionalnom "Zemlji 2", za razliku od "Zemlje 1" modernog heroja - u procesu koji stvara temelj za ono što će kasnije biti nazvano DC Multiverse.
DC surađuje s Warner Bros.-om. DC ima svoje filmske adaptacije koje se zove DECU.